# Episodi di Scream Queens (seconda stagione)
La seconda e ultima stagione della serie televisiva Scream Queens, è composta da dieci episodi ed è stata trasmessa in prima visione assoluta sul canale statunitense Fox dal 20 settembre 2016 al 20 dicembre 2016.
In Italia, la stagione è andata in onda sul canale satellitare Fox dal 27 gennaio 2017 al 31 marzo 2017.
Il cast principale di questa seconda stagione è composto da Emma Roberts, Kirstie Alley, Taylor Lautner, Lea Michele, Abigail Breslin, Keke Palmer, Billie Lourd, James Earl, John Stamos e Jamie Lee Curtis. Le vicende si svolgono all'interno di un ospedale.
| nº | Titolo originale        | Titolo italiano      | Prima TV USA      | Prima TV Italia  |
| -- | ----------------------- | -------------------- | ----------------- | ---------------- |
| 1  | Scream Again            | Un nuovo inizio      | 20 settembre 2016 | 27 gennaio 2017  |
| 2  | Warts and All           | Ritorno di fiamma    | 27 settembre 2016 | 3 febbraio 2017  |
| 3  | Handidate               | Mano assassina       | 11 ottobre 2016   | 10 febbraio 2017 |
| 4  | Halloween Blues         | Halloween blues      | 18 ottobre 2016   | 17 febbraio 2017 |
| 5  | Chanel Pour Homme-icide | Chanel pour homme    | 15 novembre 2016  | 24 febbraio 2017 |
| 6  | Blood Drive             | Un viaggio da favola | 22 novembre 2016  | 3 marzo 2017     |
| 7  | The Hand                | Polimelia            | 29 novembre 2016  | 10 marzo 2017    |
| 8  | Rapunzel, Rapunzel      | Raperonzolo          | 6 dicembre 2016   | 17 marzo 2017    |
| 9  | Lovin the D             | Regina della TV      | 13 dicembre 2016  | 24 marzo 2017    |
| 10 | Drain the Swamp         | L'urlo finale        | 20 dicembre 2016  | 31 marzo 2017    |

## Un nuovo inizio
- Titolo originale: Scream Again
- Diretto da: Brad Falchuk
- Scritto da: Ryan Murphy, Brad Falchuk e Ian Brennan

### Trama
1985. Una donna incinta interrompe una festa di Halloween tenuta all'interno dell'ospedale "Nostra Signora della Sofferenza Perpetua" in cerca di aiuto da parte del dottor Mike: suo marito ha qualcosa che non va e pare che stia per morire. L'uomo, dopo aver confortato la donna dicendole che avrebbe eseguito un'operazione, scarica il corpo del ragazzo nella palude -ormai morto- all'esterno del perimetro della struttura, mentre la donna aspetta suo marito in sala d'attesa.
2016. Il decano Munsch è ormai un'icona del femminismo in tutta l'America e con il sogno di migliorare il sistema sanitario statunitense, decide di comprare un ospedale che lei stesso chiamerà C.U.R.E. (Curanti Uniti nella Rigenerazione Eziologica), con la speranza di poter curare l'incurabile. Dopo aver avviato la struttura, assume i due dottori di fama nazionale Brock Holt laureato ad Havard e il sempre freddoloso Cassidy Cascade. Inoltre, decide di includere nel suo programma anche Zayday Williams, ormai al primo anno di medicina (percorso di studi che la ragazza decide di intraprendere dopo gli eventi avvenuti alla Kappa Kappa Tau un anno prima). Dopo essere stata persuasa da Zayday, la Munsch assume le Chanels che sono state rilasciate dal manicomio e che lavorano nel settore sanitario. Nel frattempo, Hester confessa i suoi crimini e viene giustamente incarcerata. Il primo paziente ad arrivare all'ospedale è la giovane Catherine Hobart, una ragazza alla quale viene diagnosticato la sindrome del lupo mannaro. Studiando il caso, Zayday opta per una lobotomia mentre Chanel e Brock suggeriscono di cambiare la sua dieta che le provoca la perdita dei suoi capelli oltre che l'aumento di testosterone. Le Chanel danno un nuovo look a Catherine e grazie al loro aiuto, il primo caso dell'ospedale viene risolto. Mentre Chanel e Chanel #3 hanno un appuntamento con Brock e Cascade, a Chanel #5 viene concesso il turno notturno. Mentre Chanel #5 opta per un bagno rilassante dopo la faticosa giornata avuta, coinvolgendo anche la scettica e terrorizzata Catherine, un serial killer -il cui nome pare essere "il Perfido Verde" ("Green Meanie" in inglese) - con addosso un costume verde come quello che il dottor Mike indossava la notte di Halloween del 1985 e che buttò nella palude per non essere ritenuto colpevole dell'omicidio dell'uomo, appare e decapita Catherine mentre Chanel #5 grida terrorizzata.
- Special guest star: Niecy Nash (Denise Hemphill).
- Guest star: Jerry O'Connell (Dr. Mike), Cecily Strong (Catherine Hobart), Trilby Glover (Jane), Laura Bell Bundy (infermiera Thomas), Jeremy Batiste (Bill).
- Ascolti USA: telespettatori 2 170 000 – share 18-49 anni 3%[4]

## Ritorno di fiamma
- Titolo originale: Warts and All
- Diretto da: Bradley Buecker
- Scritto da: Brad Falchuk

### Trama
Dopo che la polizia locale archivia l'omicidio di Catherine e inizia a sospettare di Chanel #5, ormai in preda ad una crisi per l'evento successo, Zayday e Chamberlain si convincono che possa esserci la Munsch dietro a tutto e cominciano a scavare nel passato della struttura ospedaliera, scoprendo che il giorno di Halloween del 1986, il "Verde Cattivone" ha macellato ogni singola persona all'interno, tra cui il dottor Mike e l'infermiera Thomas. Un giovane di nome Tyler, che soffre di una bolla wrap-esque , una raccolta dei tumori sparsi in tutto il corpo, arriva in ospedale per aiuto e trova un interesse amoroso nei confronti di Chanel #5. Chanel e Holt, nel frattempo, iniziano ad avere degli appuntamenti al di fuori dell'ospedale, ma questi risultano complicati quando Chad Radwell arriva in ospedale, in cerca di una cura per il suo amico perennemente-urlatore. Dopo aver lasciato Denise, Chad vuole a tutti i costi riconquistare Chanel e tra il ragazzo e Holt immediatamente inizia una lotta per l'affetto di Chanel. La Munsch, dopo essere stata accusata da Zayday e Chamberlain di essere la responsabile dell'omicidio di Catherine, rivela ai due ragazzi la verità circa l'acquisto dell'ospedale: la donna infatti, ha aperto la struttura per trovare una cura per la sua malattia incurabile. Dopo aver rivelato il tutto ai due giovani, la donna viene attaccata dal "Verde Cattivone", ma dopo averlo messo K.O., l'assassino riesce a fuggire. Spaventata, la Munsch chiama l'agente speciale Denise Hemphill per risolvere il caso. Denise porta la Munsch insieme a Chanel e Chanel #3 all'istituzione di massima sicurezza in cui Hester è incarcerata, dove scoprono con loro grande sorpresa che Hester conosce tutti i dettagli del caso "Verde Cattivone", e che comunicherà tutte le informazioni che sa in cambio di un trasferimento all'Istituto C.U.R.E. e ad una serie di cosmetici francesi ormai fuori produzioni dal mercato da diversi anni. Tyler, ora fidanzato con Chanel #5, si prepara a subire l'intervento chirurgico per rimuovere il tumore, ma dopo essere stato portato in sala operatoria dal "Verde Cattivone", quest'ultimo lo uccide con un laser ad alta intensità. Chanel, Chanel #3 e Chanel #5 , -quest'ultima terrorizzata e in lacrime per la morte del suo nuovo ragazzo-, capiscono di avere a che fare con un nuovo serial killer.
- Special guest star: Niecy Nash (Denise Hemphill), Colton Haynes (Tyler).
- Guest star: Glen Powell (Chad Radwell), Jerry O'Connell (Dr. Mike), Laura Bell Bundy (infermiera Thomas), Kevin Bigley (Randal), Jocelyn Ayanna (detective), Brian Baumgartner (Richard), Jay Whittaker (Marshall Winthrop).
- Ascolti USA: telespettatori 1 700 000 – share 18-49 anni 3%[5]

## Mano assassina
- Titolo originale: Handidate
- Diretto da: Barbara Brown
- Scritto da: Ian Brennan

### Trama
Chad dice al decano Munsch circa la mano di Brock e inizia la ricerca per una mano di sostituzione. La Munsch, Chanel, Chanel #3, Chanel #5, Zayday e Denise fanno visita ad un vecchio dipendente dell'ospedale presente la notte di Halloween del 1986 durante gli omicidi commessi dal "Verde Cattivone" e scoprono che Brock non può essere il killer: in questo modo, tutti smettono di accusare il dottore e di cercargli una nuova mano. Chad chiede a Chanel di sposarlo, mentre Denise e Zayday accettano il trasferimento di Hester in ospedale per scoprire l'identità dell'assassino. Il "Verde Cattivone" uccide dapprima Tyler, poi un nuovo paziente e infine attacca Chamberlain, lasciando in vita, senza una spiegazione, Zayday.  All'altare, Chanel attende l'arrivo di Chad. Il ragazzo è stato assassinato e il suo corpo cade dal soffitto della chiesa dove stavano per celebrarsi le nozze. 
- Special guest star: Niecy Nash (Denise Hemphill), Colton Haynes (Tyler).
- Guest star: Glen Powell (Chad Radwell), Laura Bell Bundy (infermiera Thomas), Kevin Bigley (Randal), Cheri Oteri (Sheila Baumgartner), Alec Mapa (Lynn Johnstone).
- Ascolti USA: telespettatori 1 590 000 – share 18-49 anni 2%[6]

## Halloween blues
- Titolo originale: Halloween Blues
- Diretto da: Loni Peristere
- Scritto da: Brad Falchuk

### Trama
Chanel #3, Chanel #5, il decano Munsch, Denise, Zayday, Chamberlain e i dottori Holt e Cascade vengono in aiuto di Chanel per piangere la perdita di Chad fin quando Denise chiede a tutti di lasciare la camera mortuaria affinché quest'ultima possa effettuare un'autopsia del corpo. Evidentemente una scusa, Denise si erge sopra il cadavere del "suo" Chad piangendo dapprima la sua perdita e, in secondo luogo, giurando di vestirsi come la signora Chad Radwell per Halloween e prendere il "Verde Cattivone". Denise e la Munsch decidono di chiedere il parere di Hester, la quale suggerisce una festa di Halloween al C.U.R.E. per attirare l'attenzione del "Verde Cattivone". Hester poi chiede di partecipare alla festa solo per la Munsch e quest'ultima declina l'offerta. Solo in secondo luogo Denise patteggia la sua offerta -viene infatti attaccata dall'assassino - e decide di lasciarla partecipare, seppur in incognito, lasciandole 24 ore di libertà a patto che Hester le dica, successivamente, il nome del killer. Nel frattempo, Chanel si ammala e il Dr. Holt prescrive alla ragazza una dose d'argento solo per scoprire che era stata manomessa, facendo diventare di conseguenza la pelle di Chanel di un acceso blu. Dopo aver affrontato il decano Munsch e il Dr. Holt, Chanel viene attaccata da Hester -Chanel non sa chi ci sia sotto la maschera- con addosso una maschera di Ivanka Trump. Lancia una scarpa a Hester e lei fugge. Chanel #5 viene accusata dell'attacco dopo che viene rivelato da Chanel #3 e Zayday che l'abito per la festa di Halloween di #5 fosse proprio quello usato da Hester. Alla ragazza infatti, viene vietato di partecipare alla festa; solo successivamente si scopre che Chanel #5 andrà vestita da Ivana Trump. Capendo lo stratagemma del personale dell'ospedale, il "Verde Cattivone" attira una dozzina di nuovi pazienti, appena usciti da un'altra festa di Halloween, che arrivano all'istituto tutti avvelenati. Chanel #5 nel frattempo viene attaccata da Hester -anche #5 non sa che ci sia Hester sotto la maschera di Ivanka- ma prima che lei possa uccidere la ragazza, il "Verde Cattivone" accoltella #5. Cercando di capire cosa sia successo a tutti quei pazienti, una ragazza vestita da Biancaneve dice a Zayday e a Chanel che qualcuno ha scaricato dell'acqua avvelenata nel secchio delle mele , solo per rendersi conto che è tutta opera del "Verde Cattivone". Dopo aver trovato una cura per i pazienti, Zayday si rende conto che l'avvelenamento era solo una distrazione da parte del serial killer. Denise, nel finale, scopre Chanel #5 viva a malapena e cerca di salvarla, prima che il "Verde Cattivone" si presenti per colpire e fulminare Denise.
- Special guest star: Niecy Nash (Denise Hemphill), Katy Perry (Olivia May)
- Guest star: Glen Powell (Chad Radwell), Ivar Brogger (Mitch Mitchum).
- Ascolti USA: telespettatori 1 430 000 – share 18-49 anni 2%[7]

## Chanel pour homme
- Titolo originale: Chanel Pour Homme-icide
- Diretto da: Barbara Brown
- Scritto da: Ian Brennan

### Trama
La rettrice Munsch insieme a Zayday si occupano di Denise e mettono il corpo semivivo in una macchina criogenica per cercare di salvarla quando saranno riuscite a trovare la cura, nel frattempo dentro l'ospedale è successa una strage, tutti i pazienti sono stati uccisi dal Green Meanie;dopo una settimana l'ospedale è tornato ad essere pieno di pazienti e a Chanel e Chanel #3 vengono assegnati i compiti peggiori e disgustosi e per cercare di sopravvivere al Green Meanie decidono di aggiungere altre Chanel, aggiungono altre due ragazze malate Chanel #7 e Chanel #8 non sapendo più chi prendere decidono di chiamare Hester come Chanel #6 e un loro fan gay, Chanel Pour Homme,nel frattempo Zayday e Chanel #5 cercano di scoprire chi è la moglie dell'uomo di cui il corpo è stato gettato nella palude per scoprire chi è il figlio.Chanel decide di dare al Green Meanie una Chanel così da lasciarle in pace, quindi la sera le Chanel fanno un party nell'ospedale e mandano nella zona deserta Chanel #8 ma il Green Meanie uccide Chanel Pour Homme, la rettrice Munsch aggiunge le Chanel #9,Chanel #10 e Chanel #11 e il Green Meanie uccide Chanel #11.Alla fine dell'episodio si scopre che il figlio della signora del 1985 è il dottor Cassidy Cascade.
- Special guest star: Niecy Nash (Denise Hemphill).
- Guest star: Trilby Glover (Jane), Mary Birdsong (Penelope Hotchkiss), Andrea Erikson Stein (Chanel #7), Riley McKenna Weinstein (Chanel #8), Pablo Castelblanco (Tristan St. Pierre), Cathy Marks (Chanel #11).
- Ascolti USA: telespettatori 1 440 000 - share 18-49 anni 2%[8]

## Un viaggio da favola
- Titolo originale: Blood Drive
- Diretto da: Mary Wigmore
- Scritto da: Brad Falchuk

### Trama
L'ospedale non ha abbastanza sangue per poter operare dei pazienti di conseguenza la Dottoressa Ingrid Hoffel/Bean organizza una gara del sangue , che ha come premio una vacanza su un'isola, per cercare di liberarsi delle Chanels. Chanel è in testa e vuole partire con il Dr. Brock Holt,  Zayday per scoprire chi è il figlio di Jane decide di fare a quest'ultima il prelievo del sangue ma lei non accetta, anche la Munsch decide di partecipare alla gara così , in caso di vittoria , sarà lei ad andare in vacanza con il Dr. Brock Holt, l'unica che non vuole donare il sangue è Chanel #9 per via della sua paura degli aghi, la Munsch si inventa che Chanel ha il sangue malato così da squalificarla dalla gara ma quest'ultima , una volta scoperto che il suo sangue è sano , grazie a Hester , ritorna in gara. Chanel convince Chanel #9 a superare la sua paura 
e la lega in un lettino con una flebo, ma , mentre va a parlare con il Dr. Brock Holt , arriva il Green Meanie che la riempie di flebo in tutto il corpo , con l'aiuto della Dottoressa Ingrid , e si scopre che la vera identità del Verde Cattivone  è il Dr. Cassidy Cascade. La Dottoressa decide , quindi , di unirsi agli altri tre Green Meanie e , grazie a tutto il sangue donato da Chanel #9 , Chanel vince la gara ma decide di non partire per il semplice motivo che lei non viaggia mai in comuni aerei.
- Guest star: Trilby Glover (Jane), Andrea Erikson Stein (Chanel #7), Riley McKenna Weinstein (Chanel #8), August Emerson (Brandon Szathmary), Moira O'Neill (Chanel #9), Dahlya Glick (Chanel #10).
- Ascolti USA: telespettatori 1 150 000 - share 18-49 anni 2%[9]

## Polimelia
- Titolo originale: The Hand
- Diretto da: Barbara Brown
- Scritto da: Ian Brennan

### Trama
Per assicurare una buona pubblicità all'ospedale, il Decano Munsch organizza una rischiosa chirurgia per il dottor Holt la cui mano, a causa della pressione, va sempre più fuori controllo. Chanel #3 e Chanel #5 fanno un test psicologico su Cassidy e intuiscono di tratti del Verde Cattivone. Nel frattempo Chanel #10 viene uccisa dal killer. Il dottor Holt riesce nell'operazione, ma la mano rivela che ha annotato un bigliettino nel quale dice di voler uccidere Chanel. Un giornalista chiamato ad assistere all'intervento nutre forti sospetti sull'ospedale, ma viene assassinato dal Verde Cattivone quando scopre Denise ibernata.
- Special guest star: Niecy Nash (Denise Hemphill).
- Guest star: Kasey Mahaffy (Thomas Benderhall), Marissa Jaret Winokur (Shelly), Amy Okuda (Anna Plaisance), Dahlya Glick (Chanel #10), Roy Fegan (Slade Hornborn).
- Ascolti USA: telespettatori 1 330 000 - share 18-49 anni 2%[10]

## Raperonzolo
- Titolo originale: Rapunzel, Rapunzel
- Diretto da: Jamie Lee Curtis
- Scritto da: Brad Falchuk

### Trama
Wes Gardner si presenta all'ospedale per un tumore, che si scopre solo essere un groviglio di capelli nel suo stomaco poiché aveva preso la mania di strapparseli e mangiarli. Una volta guarito, torna a frequentare il Decano Munsch. Zayday e Chamberlain decidono di scoprire insieme chi è il Verde Cattivone. Ottenuto un pezzo di tessuto del costume, Zayday, risalendo al negozio dove è stato acquistato, scopre che sono tre le persone che hanno comprato un costume da Verde Cattivone dal 1986. Dirigendosi da Jane, questa confessa che aveva organizzato lei il massacro di Halloween, con l'aiuto del fratello defunto. Subito dopo Zayday viene drogata e catturata. Brock capisce che la differenza d'età tra lui e Chanel impedisce loro di avere un rapporto a tutti gli effetti e desidera rimettersi con Munsch, restando al contempo con Chanel. Il Decano ha un rapporto con Wes, ma vengono attaccati dal Verde Cattivone, riuscendo a scampargli. Chamberlain scopre un pezzo di tessuto del costume da mostro nei capelli estratti dallo stomaco di Wes, e si confronta con lui; l'uomo rivela che la figlia Grace, traumatizzata dagli eventi della Kappa Kappa Tau, era finita per impazzire e andare in un ospedale psichiatrico, perciò vuole vendicarsi delle Chanels, in quanto responsabili dell'accaduto. Subito dopo uccide brutalmente Chamberlain.
- Guest star: Oliver Hudson (Wes Gardner), Trilby Glover (Jane Hollis), Andy Erikson (Chanel #7), Riley McKenna Weinstein (Chanel #8), Bill Oberst Jr. (Clark), Frank Birney (vecchio).
- Ascolti USA: telespettatori 1 180 000 - share 18-49 anni 2%[11]

## Regina della TV
- Titolo originale: Lovin the D
- Diretto da: Maggie Kiley
- Scritto da: Ian Brennan

### Trama
Le Chanels vengono attaccate dal trio di Verdi Cattivoni, ma riescono a scappare. I killer si rivelano essere Wes, Ingrid e Cassidy, i quali vengono chiamati da Hester che si fa dire quali erano state le loro vittime e gli divide le loro future vittime. Nonostante ciò Wes è disaccordo perché vuole uccidere lui Chanel, mentre l'omicidio viene assegnato a Ingrid. Intanto Scarlet Lovin, una famosa dottoressa e conduttrice tv amata dalle Chanels, propone un intervento chirurgico dal vivo in diretta, assegnato a Brock e alle Chanels, che prima devono sottoporsi a un esame. Chanel e Chanel #3 lo superano imbrogliando, mentre Chanel #5 riesce a passarlo solo grazie alle proprie capacità. Poco prima della messa in onda, la dottoressa Lovin beve il caffè di Chanel e muore avvelenata, mentre Chanel #7 viene impiccata lungo un corridoio. Nonostante ciò il programma viene fatto ugualmente e si rivela un successo, tanto che propongono uno show personale alle Chanels. Cassidy e Hoffel capiscono che è stato Wes a tentare di uccidere Chanel col veleno nel caffè, e lo obbligano a uccidersi facendolo buttare in una vasca di olio bollente, per far credere che il Verde Cattivone sia morto. Dopo il ritrovamento del cadavere di Wes, Musch si sente male e confessa la sua malattia.
- Guest star: Brooke Shields (Dr. Scarlett Lovin), Oliver Hudson (Wes Gardner), Trilby Glover (Jane Hollis), Andy Erikson (Chanel #7), Clayton Farris (Lenk Van D'Vlonne), Ajay Mehta (Arthur Annenburg), Tory N. Thompson (Garrett), David Aaron (supervisore), Alixandra Von Renner (assistente di produzione), Etienne Maurice (assistente di produzione).
- Ascolti USA: telespettatori 1 130 000 - share 18-49 anni 2%[12]

## L'urlo finale
- Titolo originale: Drain the Swamp
- Diretto da: Ian Brennan
- Scritto da: Brad Falchuk e Ian Brennan

### Trama
Le Chanels vengono nuovamente attentate dai rimanenti Verdi Cattivoni. Tuttavia Cassidy chiede a Ingrid di risparmiare Chanel #3, ma viene minacciato in risposta. Hester fa capire a Brock che il suo istinto omicida è in realtà sempre stato dentro di lui, e non nella mano, e gli propone di appriopriarsi dei soldi della Munsch e fuggire insieme. Il dottore, così, propone al decano di sposarsi, così da prendersi la sua eredità quando morirà. Chanel #5 rivela che la Musch potrebbe non essere veramente moribonda, e le fanno una chirurgia per accertarsene, scoprendo che, in realtà, il suo malessere era dovuto a disidratazione, in quanto beveva solo scotch invece di acqua. Zayday, intanto, fa capire a Jane che uccidere il personale dell'ospedale non è un buon modo per affrontare la morte del marito. Ingrid comincia a preparare una bomba, staccando involontariamente la spina alla macchina criogenica contenente Denise. Hoffel conduce #8, Cassidy, Munsch, #3, #5, Chanel e Brock in una gabbia nei sotterranei per farli saltare in aria con l'ospedale. Intanto sopraggiungono anche Zayday e Jane, che ha cambiato idea riguardo l'ospedale, ma Hoffel uccide Jane e intrappola anche Zayday. Tuttavia arriva Denise, ormai ripresosi, che libera tutti e disinnesca la bomba. Nell'inseguimento per fermare Ingrid, Cassidy viene ucciso dalla donna; subito dopo Hoffel cade nelle sabbie mobili e muore, poiché tutti decidono di non salvarla. Nell'epilogo Chanel rivela cosìè successo dopo: Hester e Brock, rubando i soldi alla Munsch, si sono trasferiti su un'isola dove affondano le navi che passano vicino e uccidono i superstiti che arrivano sull'isola. Musch vende l'ospedale e inizia un'educazione sessuale per donne sopra i 50 anni.#5 e Zayday portano avanti l'ospedale C. U. R. E. , mentre Chanel, con l'aiuto di #3, dirige un proprio programma televisivo. Nel finale si vede Chanel, una sera, terminare lo spettacolo e salire sulla sua auto. Lì trova un anello della Kappa Kappa Tau, per poi scoprire il Diavolo Rosso alle sue spalle.
- Special guest star: Niecy Nash (Denise Hemphill).
- Guest star: Trilby Glover (Jane Hollis), Riley McKenna Weinstein (Chanel #8), Dan Gilvary (Justice Anthony Kennedy), Maryam Cne (cameriera), Christopher Chen (manager), Harvey Shield (maggiordomo), Joseph Alfieri (amministratore).
- Ascolti USA: telespettatori 1 370 000 - share 18-49 anni 2%[13]